# Fessia khorassanica
Fessia khorassanica là một loài thực vật có hoa trong họ Măng tây. Loài này được (Meikle) Speta mô tả khoa học đầu tiên năm 1998.